# Samana
Samana lub śramana (pali समण, sanskryt श्रमण śramana) – termin używany w kanonicznej literaturze buddyjskiej na określenie żyjącego z jałmużny indyjskiego ascety, który odsunął się od świata, aby przy wykorzystaniu praktyk jogicznych uspokoić umysł i podjąć próbę zgłębienia natury rzeczywistości.
Tradycja wędrownych ascetów sięgała najprawdopodobniej cywilizacji doliny Indusu i była specyficzną formą rodzimej religijności, alternatywnej w stosunku do ortodoksyjnego, indoaryjskiego braminizmu. W początkach kształtowania się pierwszych państw indyjskich (tzw. mahadżanapad) i związanych z tym głębokich przemian także w sferze wierzeń religijnych, nurt samanów stał się bazą dla rozwoju całkowicie nowych doktryn (tj. buddyzm, dżinizm czy adźiwikizm). Odrzucały one autorytet Wed i braministyczny, rozbudowany system zrytualizowanych ofiar, a w swoich naukach podkreślały możliwość opartej na własnym wysiłku autosoteriologii.

## Etymologia i geneza
Palijskie samana pochodzi od sanskryckiego wyrazu śramana (szramana), którego źródłosłów śram- oznacza usiłowanie, staranie się. Ze względu na późniejsze, szerokie oddziaływanie buddyzmu w Azji Środkowej przyjmuje się, że podobną etymologię może mieć również tunguskie słowo szaman.
Teksty źródłowe informują o wzajemnych, bardzo napiętych relacjach dziedzicznych braminów i wędrownych samanów (Panini, sławny indyjski gramatyk, użył nawet zwrotu śramana-brahmanam dla określenia odwiecznej wrogości). Fakt ten, w połączeniu z obserwacją, iż nowe ruchy religijne najchętniej przyjmowały ramy organizacyjne, wzorowane na indyjskich, północno-wschodnich „republikach” (najstarszych, rodzimych organizmach protopaństwowych, najsłabiej przemieszanych z Indoariami), stanowi podstawę do przypuszczeń o przedwedyjskich korzeniach tego nurtu. Jednak pomimo tego, iż tradycja wędrownych ascetów mogła sięgać czasów cywilizacji doliny Indusu, pierwsze zorganizowane szkoły wyłoniły się dopiero w VI wieku p.n.e.

## Samanii zorganizowane szkoły (VI i V wieku p.n.e.)
Głębokie przemiany społeczne i gospodarcze w północnych Indiach, w I poł. I tysiąclecia p.n.e. doprowadziły do uformowania się pierwszych większych państwowości, a co za tym idzie odejście od tradycyjnych, rodowych struktur na rzecz scentralizowanych monarchii.
Wzrost znaczenia władzy królewskiej miał istotne przełożenie na sytuację wędrownych ascetów. Fakt, że władcy zmierzali do coraz ściślejszego podporządkowania poddanych i wykorzystania ich pracy w celu zwiększenia potęgi monarchii, stawiał tradycyjny (w sensie ekonomicznym – bezproduktywny) sposób życia samanów pod sporym znakiem zapytania. Musieli oni udowodnić swoją przydatność i w nowej rzeczywistości uzyskać dla niej akceptację. Pierwszym ascetą, który zorganizował szerszy ruch i rozpoczął nauczanie był najprawdopodobniej Maskarin Gośala, którego zgromadzenie zwane adźiwikami było silnie związane z jednym z dworów monarszych (tłumaczenie snów i wiedza astrologiczna).

## Poglądy
W okresie politycznego fermentu okazało się, że stare, nadmiernie zrytualizowane wierzenia, nie zaspakajają już potrzeb zmienionych przez nową sytuację Hindusów. Obowiązująca do tej pory zasada, że bogowie rządzą światem, bogami ofiary, a nimi z kolei bramini, przestała być traktowana poważnie. Nadmierne opłaty i zbyt duże, prowadzące często do zwykłego marnotrawstwa datki ofiarne, zrodziły protest.
Na jego czele stanęli samani, którzy podobnie jak znaczna część miejscowych elit pragnęli bardziej osobistego doświadczenia sacrum. W swoich naukach zaprzeczyli wszystkim podstawowym założeniom braminizmu twierdząc, że światem nie rządzą bogowie, ale naturalne zasady (którym bogowie – jeżeli w ogóle istnieją – również podlegają), wiedza na ich temat jest ogólnodostępna i nie ma charakteru hermetycznego, i najważniejsze, do jej przyswojenia nie jest niezbędny autorytet, ale weryfikacja i poznanie empiryczne (chociażby poprzez praktyki jogiczne).
Pomimo tego, iż określenie samana rozumiano bardzo szeroko i najczęściej nazywano nim wszystkich myślicieli nie należących do kasty braminów, nowe ruchy filozoficzno-religijne charakteryzował wspólny pogląd na kilka fundamentalnych spraw:
- odrzucenie autorytetu Wed,
- odrzucenie podziałów kastowych,
- przestrzeganie kanonu określonych norm etycznych,
- porzucenie życia świeckiego,
- przyjmowanie do zakonów tylko pełnoletnich członków.

Podstawowym źródłem do poznania konkretnych poglądów poszczególnych szkół jest wchodząca w skład kanonicznej, buddyjskiej Tipitaki Samaññaphala Sutta. Na jej podstawie wnioskować można, że najbardziej wpływowym z powstałych zgromadzeń był adźiwikizm, reprezentowany przez Maskarina Gośalę. Prezentowany przez niego fatalizm bardzo pasował do czasów zwątpienia powodowanego bezradnością wobec nieuchronnych zmian (powolna utrata wpływu na życie wspólnot na rzecz scentralizowanych monarchii). Podstawą nauczania adźiwiki było bowiem twierdzenie, że każda dusza osobowa (atman) po odbyciu określonej liczby wcieleń doznaje automatycznego wyzwolenia. Wydaje się, że większość pozostałych nurtów w jakiś sposób wyewoluowała z adźiwikizmu, wyłączając buddyzm, którego założyciel Gautama Budda uważał poglądy Gośali za wyjątkowo niebezpieczne. Również Mahawira twórca dżinizmu pomimo tego, że przez dłuższy czas pozostawał z adźiwiką w bardzo zażyłych stosunkach, po odłączeniu się zaczął zwalczać jego poglądy.
Obok trzech najistotniejszych ruchów buddyzmu, dżinizmu i adźiwikizmu, w ramach nurtu samanów działali również: odrzucający wszelką moralność Purana Kaśjapa, propagujący materializm Adźita Keśakambali, eternalizm Kakuci Katjajana i agnostycyzm Sandżajin Wajratiputra.

## Samanaw klasycznej literaturze antyku
W wyniku zetknięcia się Greków z kulturą indyjską w okresie podbojów Aleksandra Wielkiego (336–323 p.n.e.), na dwór Ćandragupty Maurii przybył niejaki Megastenes. Jego opis Indii, w tym jej mieszkańców, ich wierzeń i filozofii dotarł do nas za pośrednictwem Strabona. Bardzo wyraźnie przedstawił on podział indyjskich filozofów na „brachmanes” i „garmanes” (Geografia XV.58-59), a opis ich zwyczajów, tj. asceza, wstrzemięźliwość, wegetarianizm i dążenie do opanowania własnych popędów, nie pozostawia wątpliwości, że chodziło mu o samanów (co potwierdza również współczesna nauka).